# Calymmanthera
Calymmanthera é um género botânico pertencente à família das orquídeas (Orchidaceae).

## Espécies
- Calymmanthera filiformis (J.J.Sm.) Schltr., Repert. Spec. Nov. Regni Veg. Beih. 1: 956 (1913).
- Calymmanthera major Schltr., Repert. Spec. Nov. Regni Veg. Beih. 1: 957 (1913).
- Calymmanthera montana Schltr., Repert. Spec. Nov. Regni Veg. Beih. 1: 956 (1913).
- Calymmanthera paniculata (J.J.Sm.) Schltr., Repert. Spec. Nov. Regni Veg. Beih. 1: 955 (1913).
- Calymmanthera tenuis Schltr., Repert. Spec. Nov. Regni Veg. Beih. 1: 956 (1913).